# Cléopâtre (Berlioz)
Pour les articles homonymes, voir Cléopâtre.
Cléopâtre, scène lyrique (H 36) pour soprano et orchestre d'Hector Berlioz, appelée fréquemment mais de manière inexacte La Mort de Cléopâtre, est composée en juillet 1829, sur un texte de Pierre-Ange Vieillard, pour le prix de Rome. C'est la troisième des quatre cantates composées par Berlioz pour le prix de Rome. Le jeune compositeur, qui avait remporté le Second Grand Prix avec Herminie l'année précédente, livre une partition si audacieuse que le jury ne remet aucun premier prix pour les musiciens. Berlioz doit attendre l'année suivante pour remporter le Premier Grand Prix alors qu'il s'apprête à présenter la Symphonie fantastique en concert, avant de fêter son 27e anniversaire.

## Composition
Hector Berlioz compose cette cantate sur le thème de Cléopâtre après la bataille d'Actium, sur un poème de Pierre-Ange Vieillard, qui avait déjà fourni le texte pour l'épreuve de l'année précédente. Le 1er août 1829, la cantate est exécutée devant le jury mais, la soprano étant prise, elle doit être remplacée par sa sœur, qui massacre l’œuvre. Le jury, qui avait accordé à Berlioz le Second Grand Prix avec Herminie l'année précédente, « ce qui aurait dû lui assurer la victoire », est également effarouché par les audaces de la partition. Il ne remet aucun premier prix pour les musiciens.
Elle n'a été publiée qu'en 1903, dans le tome 15 de l'édition des Œuvres de Berlioz due à Charles Malherbe et Felix Weingartner.

## Présentation
Cléopâtre, référencée H36 dans le catalogue des œuvres de Berlioz établi par le musicologue américain Dallas Kern Holoman, se présente comme une scène lyrique :
1. Introduction — Allegro vivace con impeto en sol mineur, à 
 ;
2. Récitatif — « C'en est donc fait ! », à quatre temps (noté ) ;
3. Aria — « Ah ! qu'ils sont loin ces jours », en mi bémol majeur, à 
 ;
4. Méditation — « Grands Pharaons, nobles Lagides », Largo misterioso en fa mineur très chromatique, à 
 ;
5. Aria — « Non !… non, de vos demeures funèbres », Allegro assai agitato, à deux temps (noté ) ;
6. Récitatif mesuré — « Dieux du Nil, vous m'avez trahie », à quatre temps (noté ).

La partition est composée pour « un orchestre survolté » : Berlioz emploie 2 flûtes qui jouent aussi de la  petite flûte ensemble, 2 hautbois, 2 clarinettes et 2 bassons, pour les pupitres des vents, 4 cors (accordés aux tonalités de chaque mouvement), 2 trompettes en Mi et 3 trombones, pour les pupitres de cuivres. La percussion se limite aux timbales. Le quintette à cordes classique est composé des premiers violons, seconds violons, altos, violoncelles et contrebasses.

## Texte
Le texte ci-dessous reprend celui de l'édition critique procurée par David Gilbert en 1998.
CLÉOPÂTRE
C’en est donc fait ! ma honte est assurée.
Veuve d’Antoine et veuve de César,
Au pouvoir d’Octave livrée,
Je n’ai pu captiver son farouche regard.
J’étais vaincue, et suis déshonorée.
En vain, pour ranimer l’éclat de mes attraits,
J’ai profané le deuil d’un funeste veuvage ;
En vain, en vain de l’art épuisant les secrets,
J’ai caché sous des fleurs les fers de l’esclavage ;
Rien n’a pu du vainqueur désarmer les décrets.
À ses pieds j’ai traîné mes grandeurs opprimées.
Mes pleurs même ont coulé sur ses mains répandus,
     Et la fille des Ptolémées
     A subi l’affront des refus !
Ah ! qu’ils sont loin ces jours, tourment de ma mémoire,
Où sur le sein des mers, comparable à Vénus,
D’Antoine et de César réfléchissant la gloire,
J’apparus triomphante aux rives du Cydnus !
Actium m’a livrée au vainqueur qui me brave ;
Mon sceptre, mes trésors ont passé dans ses mains ;
Ma beauté me restait, et les mépris d’Octave
Pour me vaincre ont fait plus que le fer des Romains.
Ah ! qu’ils sont loin ces jours, etc.
Ah ! qu’ils sont loin ces jours, tourment de ma mémoire,
Où sur le sein des mers, comparable à Vénus,
D’Antoine et de César réfléchissant la gloire,
J’apparus triomphante aux rives du Cydnus !
En vain de l’art épuisant les secrets,
J’ai caché sous des fleurs les fers de l’esclavage,
Rien n’a pu du vainqueur désarmer les décrets.
Mes pleurs même ont coulé sur ses mains répandus.
     J’ai subi l’affront des refus.
Moi !… qui du sein des mers, comparable à Vénus,
M’élançai triomphante aux rives du Cydnus !
Au comble des revers, qu’aurais-je encor à craindre ?
     Reine coupable, que dis-tu ?
Du destin qui m’accable est-ce à moi de me plaindre ?
Ai-je pour l’accuser les droits de la vertu ?
     J’ai d’un époux déshonoré la vie.
C’est par moi qu’aux Romains l’Égypte est asservie,
Et que d’Isis l’ancien culte est détruit.
Quel asile chercher ? Sans parents ! sans patrie !
Il n’en est plus pour moi que l’éternelle nuit !
Méditation
What if when I am laid into the tomb… (Shakespeare)
Grands Pharaons, nobles Lagides,
Verrez-vous entrer sans courroux,
Pour dormir dans vos pyramides,
Une reine indigne de vous ?
Non !… non, de vos demeures funèbres
Je profanerais la splendeur !
Rois, encor au sein des ténèbres,
Vous me fuiriez avec horreur.
Du destin qui m'accable est-ce à moi de me plaindre ?
Ai-je pour l'accuser le droit de la vertu ?
Par moi nos dieux ont fui d'Alexandrie,
Et d'Isis le culte est détruit.
Grands Pharaons, nobles Lagides,
Vous me fuiriez avec horreur !
Du destin qui m'accable est-ce à moi de me plaindre ?
Ai-je pour l'accuser le droit de la vertu ?
Grands Pharaons, nobles Lagides,
Verrez-vous entrer sans courroux,
Pour dormir dans vos pyramides,
Une reine indigne de vous ?
Non, j'ai d'un époux déshonoré la vie.
Sa cendre est sous mes yeux, son ombre me poursuit.
C'est par moi qu'aux Romains l'Égypte est asservie.
Par moi nos dieux ont fui les murs d'Alexandrie
Et d'Isis le culte est détruit.
Osiris proscrit ma couronne.
À Typhon je livre mes jours !
Contre l'horreur qui m'environne
Un vil reptile est mon recours.
Dieux du Nil… vous m'avez… trahie !
Octave… m'attend… à son char.
Cléopâtre, en… quittant… la vie,
Redevient digne de… César !

## Analyse
Non destinée à la représentation et rejetée par le jury, publiée en 1903 par Charles Malherbe et Felix Weingartner pour le centenaire de la naissance du compositeur, Cléopâtre « demeure encore vivante et intéressante de nos jours » et, comme Herminie, très appréciée des sopranos et des mezzo-sopranos qui l'interprètent en concerts ou l'enregistrent souvent.

## Discographie
- Kyra Vayne, Orchestre symphonique écossais de la BBC, sous la dir. de Norman Del Mar (Preiser, 1996) [enregistrement de concert réalisé en août 1961].
- Jennie Tourel, Orchestre philharmonique de New York, sous la dir. de Leonard Bernstein (Columbia, 1961) [enregistrement réalisé en octobre 1961. Réédité par CBS/Sony, cet enregistrement figure aussi dans l'album « Jennie Tourel sings Ravel, Berlioz, Offenbach » publié par Pearl en 2003].
- Anne Pashley, Orchestre de chambre anglais, sous la dir. de Colin Davis (Oiseau-Lyre, 1967/1968) [enregistrement réalisé en septembre 1966].
- Janet Baker, Orchestre symphonique de Londres, sous la dir. d'Alexander Gibson (EMI, 1970) [enregistrement réalisé en septembre 1969].
- Marilyn Tyler, Orchestre philharmonique de Rotterdam, sous la dir. de Jean Fournet (Radio Nederland, 1973) [enregistrement réalisé à l'occasion du Festival de Hollande de 1973].
- Yvonne Minton, Orchestre symphonique de la BBC, sous la dir. de Pierre Boulez (CBS, 1977) [enregistrement réalisé en septembre 1976].
- Janet Baker, Orchestre symphonique de Londres, sous la dir. de Colin Davis (Philips, 1979) [enregistrement réalisé en mars 1979].
- Nadine Denize, Nouvel orchestre philharmonique de Radio France, sous la dir. de Gilbert Amy (Erato, 1982) [enregistrement réalisé en mars et juin 1980]
- Jessye Norman, Orchestre de Paris, sous la dir. de Daniel Barenboim (Deutsche Grammophon, 1982) [enregistrement réalisé en avril 1981].
- Agnes Baltsa, Orchestre symphonique de la Radiodiffusion bavaroise, sous la dir. d'Alberto Zedda (EMI, 1986).
- Dunja Vejzovič, Orchestre philharmonique tchèque, sous la dir. de Christoph Eschenbach (Supraphon, 1988) [enregistrement réalisé en janvier 1988].
- Rosamund Illing, Melbourne Symphony Orchestra, sous la dir. de Heribert Esser (ABC Classics, 2009) [enregistrement réalisé en février et mars 1992].
- Rosalind Plowright, Orchestre Philharmonia, sous la dir. de Jean-Philippe Rouchon (ASV, 1994) [enregistrement réalisé en octobre 1993].
- Jessye Norman, Orchestre symphonique de Boston, sous la dir. de Seiji Ozawa (coffret Jessye Norman, The Unreleased Masters, Decca, 2023) [enregistrement réalisé à Boston, Symphony Hall, en février 1994].
- Béatrice Uria-Monzon, Orchestre national de Lille, sous la dir. de Jean-Claude Casadesus (Harmonia Mundi, 1996) [enregistrement réalisé en octobre 1994].
- Susan Bullock, Orchestre philharmonique de la BBC, sous la dir. d'Yan Pascal Tortelier [enregistrement de concert réalisé en octobre 1996].
- Véronique Gens, Orchestre de l'Opéra national de Lyon, sous la dir. de Louis Langrée (Virgin, 2001) [enregistrement réalisé en juin 2000].
- Olga Borodina, Orchestre philharmonique de Vienne, sous la dir. de Valery Gergiev (Philips, 2003) [enregistrement de concert réalisé en mai 2003].
- Violeta Urmana, Orchestre symphonique de la radio de Vienne, sous la dir. de Bertrand de Billy (Oehms, 2005) [enregistrement de concert réalisé en août 2003].
- Jennifer Larmore, Grant Park Orchestra, sous la dir. de Carlos Kalmar (Cedille, 2008) [enregistrement de concert réalisé en août 2006].
- Susan Graham, Orchestre philharmonique de Berlin, sous la dir. de Simon Rattle (EMI, 2008) [enregistrement réalisé en mai-juin 2008].
- Anna Caterina Antonacci, Orchestre philharmonique de Rotterdam, sous la dir. de Yannick Nézet-Séguin (Bis, 2010) [enregistrement réalisé en mars 2010].
- Vesselina Kasarova, Orchestre symphonique de Bâle, sous la dir. d'Ivor Bolton (Sinfonieorchester Basel/Solo Musica, 2015) [enregistrement réalisé en août 2014]
- Anna-Catherina Antonacci, Orchestre national de France sous la dir. par John Eliot Gardiner [enregistrement de concert réalisé en février 2011 et disponible sur YouTube à l'adresse https://www.youtube.com/watch?v=08d5sNHGyj8].
- Karen Cargill, Orchestre de chambre écossais, sous la dir. de Robin Ticciati (Linn Records, 2013) [enregistrement réalisé en avril 2012].
- Lisa Larsson, Het Gelders Orkest, sous la dir. d'Antonello Manacorda (Challenge Classics, 2014) [enregistrement réalisé en juin 2013].
- Karen Cargill, London Symphony Orchestra, sous la dir. de Valery Gergiev (LSO Live, 2014) [enregistrement de concert réalisé en novembre 2013].
- Stéphanie d'Oustrac, Orchestre Pasdeloup, sous la dir. de Wolfgang Doerner (Gramola, 2021) [enregistrement réalisé en décembre 2020].
- Joyce DiDonato, Orchestre philharmonique de Strasbourg, sous la dir. de John Nelson (Erato/Warner Classics, 2023).

### Biographie
- Hector Berlioz, Mémoires, Paris, Flammarion, coll. « Harmoniques », 1991 (ISBN 978-2-7000-2102-8) présentés et annotés par Pierre Citron,
- Pierre Citron, Cahiers Berlioz no 4, Calendrier Berlioz, La Côte-Saint-André, Musée Hector-Berlioz, 2000 (ISSN 0243-3559).

### Monographies
- Pierre-René Serna, Berlioz de B à Z, Paris, Van de Velde, 2006, 264 p. (ISBN 2-85868-379-4).

### Articles et analyses
- Joël-Marie Fauquet, Catherine Massip et Cécile Reynaud (dir.), Berlioz : textes et contextes, Paris, Société française de musicologie, 2011, 326 p. (ISBN 978-2-853-57022-0).
Julian Rushton (trad. Catherine Massip), Le Prix de Rome : Berlioz et ses rivaux, p. 15–33.
Cécile Reynaud, Berlioz et les cantates du Prix de Rome, p. 59–69.
- Matthias Brzoska, « Cléopâtre et la transgression harmonique », dans Christian Wasselin et Pierre-René Serna, Cahier Berlioz, Paris, L'Herne (no 77), 2003, 394 p. (ISBN 2-85197-090-9), p. 41-50.
- Julian Rushton et Vincent Giroud, « Chanter Cléopâtre ou pourquoi Berlioz échoua au prix de Rome en 1829 », dans Julia Lu et Alexandre Dratwicki (coord.), Le Concours du prix de Rome de musique (1803-1968), Lyon, Symétrie / Palazzetto Bru Zane, coll. « Perpetuum mobile », 2011, 904 p. (ISBN 978-2-914373-51-7, présentation en ligne), p. 465-476.